# 攪拌棒
搅拌棒，為一種化學實驗設備，通常以玻璃或塑料制成。主要用于搅拌以加速化學實驗中的溶解作用或使溶液混合均匀，过滤时引流，点测pH，蒸发时搅拌，引燃红磷等。